# Francisco Azorín Izquierdo
Francisco Azorín Izquierdo (Mont-fort, Terol, 12 de setembre de 1885 - † Mèxic, 27 de desembre de 1975) va ser un arquitecte i polític socialista aragonès.
Després d'estudiar Arquitectura a Madrid i després d'una breu estada professional a Terol i Màlaga, es trasllada en 1912 a Còrdova, per treballar en la Comissió Comprovatòria del Registre Fiscal de la Riquesa Urbana, dependent d'Hisenda. Poc després s'arrela a Còrdova, on naixeran dos dels seus tres fills.
Des de la seva arribada s'integra en els treballs d'organització del Partit Socialista Obrer Espanyol, partit en el qual va ocupar molts anys la presidència de l'Agrupació Socialista cordovesa i la Federació Provincial, sent una de les seves figures principals en les primeres dècades del segle xx. Entre 1918 i 1922, és escollit com el primer regidor formant d'aquesta tendència política, formant part llavors de la coalició Republicano-Regionalista. En aquesta activitat va desenvolupar una important labor de promoció de la construcció de cases per a obrers i de reordenació urbanística de la ciutat cordovesa. Va ser director de la Cooperativa Espanyola de Cases Barates Pablo Iglesias, en la conca de Peñarroya.
D'altra banda, va ser un dels signants, i potser el redactor, del famós "Manifest Andalusista de Còrdova", que va ser inclòs com a referència en el nou estatut andalús d'autonomia, especialment en l'ús del terme "realitat nacional". Va ser escollit regidor a Còrdova a les eleccions del 12 d'abril de 1931. Poc després també va ser designat diputat per a les Corts Constituents de la Segona República, representant a la província de Còrdova, amb 56.115 vots.
També va influir en la seva faceta d'arquitecte en la construcció de diversos edificis (com l'edifici del carrer Torrijos 6, en 1916; Casa Peláez Deza al carrer Concepción el 1926; carrer Cruz Conde nº 24, cantonada Manuel de Sandoval en 1931; Grup Escolar Colón entre 1926 i 1931); el Casino Militar a Av. República Argentina, 40 el 1930; i el del carrer Diario de Córdoba 5, de 1924, així com la Casa del Pueblo de Madrid.). Moltes de les seves edificacions s'han conservat fins avui per la seva elegància i els seus acabats regionalistes.
A més va ser una figura molt actiu en el moviment a favor de l'esperanto, tant en l'associacionisme d'àmbit espanyol com posteriorment en el mexicà, i en el lligat al moviment obrer. Va escriure un diccionari de termes d'arquitectura, amb l'esperanto com a idioma base, i amb la traducció dels termes a nombrosos idiomes, Universala Terminologio de la Arkitekturo. En el terreny internacional Francisco Azorín va participar representant al PSOE als Congressos de l'associació esperantista radical Sennacieca Asocio Tutmonda de Göteborg el 1928, Stuttgart el 1931 i València el 1933.
Durant la II República va formar part de diverses instàncies organitzatives del Partit Socialista. El 18 de juliol de 1936 Francisco Azorín es trobava en l'estació de ferrocarril de Còrdova, al costat de la seva família a l'espera de prendre el tren que el conduiria a Màlaga per a passar les vacances. Avisat en la mateixa estació per un company de partit de l'aixecament militar Azorín, força estricte quant a plans i horaris, li va informar que portaria a la seva família a Màlaga, com estava previst, i que ell mateix tornaria a Còrdova al primer tren de tornada, la qual cosa no es va produir pel triomf de l'aixecament a la ciutat.

## Exili
Francisco Azorín va poder exiliar-se; de Màlaga va passar a Barcelona i d'allí a la ciutat francesa de Tolosa de Llenguadoc, on seria nomenat Cònsol de la República Espanyola. Ja a l'estranger no va desaprofitar cap oportunitat per denunciar els fets que s'estaven produint al seu país; així en 1937 durant el 3r Congrés de la Internacional del Proletariat Esperantista va denunciar la persecució soferta pel moviment esperantista a Espanya. En 1939 Francisco Azorín i la seva família embarcarien al vapor "Ipanema" rumb al Port de Veracruz (Mèxic). Allí acull i ajuda Eugéne Adam Lanti, creador i ànima de la SAT i comença amb ell una col·laboració sobretot en el terreny de l'edició literària. Així, el mateix Lanti encarregaria Azorin la il·lustració del diccionari editat per SAT Plena Vortaro de Esperanto (Diccionari Complet d'Esperanto). Va escriure igualment un diccionari de termes d'arquitectura, amb l'esperanto com a idioma base, i amb la traducció dels termes a nombrosos idiomes, Universala Terminologio de la Arkitekturo.
Va ser el pare de Francisco Azorín Poch, estadístic i membre de la Reial Acadèmia de Ciències, sent reconeguda a Còrdova la seva labor en posar-li el seu nom a un carrer.

## Materials de consulta
- Página sobre Francisco Azorín
- Francisco García Verdugo (editor): "Francisco Azorín Izquierdo, arquitectura, urbanismo y política en Córdoba (1914-1936)", Servicio de Publicaciones de la Universidad de Córdoba, 2005.